# Phoebus (Virginie)
Cet article court présente un sujet plus développé dans : Hampton (Virginie).
Phoebus, anciennement Chesapeake City, était une ville non incorporée située dans le comté d'Elizabeth City sur la péninsule de Virginie, dans l'est de la Virginie. Lors de sa constitution en 1900, elle fut nommée en l'honneur de l'homme d'affaires local Harrison Phoebus (en) (1840-1886), à qui on attribue le succès de convaincre l'entreprise de chemin de fer de la Chesapeake and Ohio Railway d'étendre ses voies vers la ville depuis Newport News.
La ville et le comté sont tous deux disparus, car ils ont été regroupés par consentement mutuel avec la ville indépendante de Hampton en 1952 et ont adopté le nom de cette dernière. Phoebus est maintenant un quartier historique important de Hampton et est inscrit au registre national des lieux historiques.